# داستان‌های شاهنامه (مجموعه تلویزیونی)
داستان‌های شاهنامه یک مجموعهٔ تلویزیونی پویانمایی ایرانی در ۵۴ قسمت است که بر اساس کتاب‌ شاهنامه از فردوسی و قصه‌های ایرانی به سفارش مرکز پویانمایی صبا در شبکۀ همدان تهیه و تولید شده‌است.

## موضوع
این مجموعه داستان‌هایی از شاهنامۀ فردوسی را به زبان ساده برای کودکان و نوجوانان روایت می‌کند.

## فهرست تعدادی از قسمت‌ها
- سوگ سیاوش
- داستان فرود
- رستم و اسفندیار
- رستم و سهراب
- رستم و شغاد
- اکوان دیو
- کیومرث
- جام جمشید